# Hot Summer
Hot Summer to piosenka dance-pop/electropop stworzona i wyprodukowana przez Remee oraz Thomasa Troelsena na drugi, studyjny album niemieckiego trio muzycznego Monrose, Strictly Physical (2007). Utwór został wydany jako trzeci singel Monrose dnia 29 czerwca 2007 i już dwa tygodnie po premierze zajął poz. 1 na austriackiej liście przebojów, poz. 1 na niemieckiej i poz. 5 na szwajcarskiej.

## Produkcja
„Hot Summer” jest jedną z pierwszych produkcji duetu Remee i Thomas Troelsen wykonanych w studiu w Kopenhadze, w Danii pod koniec roku 2006. Piosenka została jednogłośnie wybrana jako pierwszy singel z nadchodzącego albumu, celowo aby zerwać z dotychczasowym balladowym stylem muzycznym grupy. Same trio opisało tempo piosenki jako „dobra, humorystyczna piosenka”.
Gdyż teledysk do „Hot Summer” został wyemitowany 24 maja 2007 na kanale ProSieben w programie taff to oficjalna premiera klipu nastąpiła podczas finałowego odcinka drugiej serii programu Germany’s Next Topmodel. Utwór na płycie CD i formie Download w krajach niemieckojęzycznych można było nabyć od dnia 29 czerwca 2007 z oficjalnymi remiksami piosenki.

## Lista utworów i formaty singla
CD singel
1. „Hot Summer (Radio Edit)” – 3:28
2. „Hot Summer (Tai Jason Remix)” – 3:38
3. „Hot Summer (Beathoavenz Club Remix)” – 3:42
4. „Hot Summer (Mozart & Friends PFM House Mix)” – 3:58
5. „Hot Summer (Nachtwandler Remix)” – 4:05 (Utwór dodatkowy)
6. „Scream (Album Version)” – 3:10

Digital download 2-track CD Singel
1. „Hot Summer (Radio Edit)” – 3:28
2. „Hot Summer (Beathoavenz Club Remix)” – 3:42

## Teledysk
Teledysk do singla „Hot Summer” miał premierę na oficjalnej stronie zespołu dnia 26 czerwca 2007, natomiast w telewizji ukazał się dnia 28 czerwca na niemieckiej stacji muzycznej VIVA podczas programu VIVA Live!.
Videoclip nie ma zasadniczego wątku, ale pomysłem Monrose było odkrycie i świętowanie lata w teledysku. Zespół jest pokazany na białym, niebieskim i czerwonym tle, w niektórych sekwencjach razem z trzema tancerzami. W pewnym momencie obraz zmienia się w tryb 4:3; wtedy można zobaczyć jak członkinie zespołu „wychodzą” z ekranu.

## Pozycje na listach
| Lista przebojów (2007)   | Najwyższa pozycja |
| ------------------------ | ----------------- |
| Austria Singles Chart    | 1                 |
| Finlandia Singles Chart  | 19                |
| Holandia Top 100         | 68                |
| Litwa Airplay Chart      | 22                |
| Niemcy Singles Chart     | 1                 |
| Niemcy Dance Chart       | 8                 |
| Słowenia Singles Chart   | 6                 |
| Szwajcaria Singles Chart | 1                 |